# Bulgaria Air
Bulgaria Air (bulharsky: България Ер) je vlajková letecká společnost Bulharska, se sídlem na letišti Sofie. Mezi její další letecké základny patří letiště Varna (město Varna) a Burgas. Operuje krátké a středně dlouhé lety po Evropě, Blízkém Východu a Rusku. V březnu 2017 létala s 10 letadly do 27 destinací. Tato společnost byla založena v listopadu 2002 jako pokračovatel společnosti Balkan Bulgarian Airlines, v roce 2006 byla privatizována. V roce 2008 přepravila 1,2 milionů pasažérů.

## Flotila

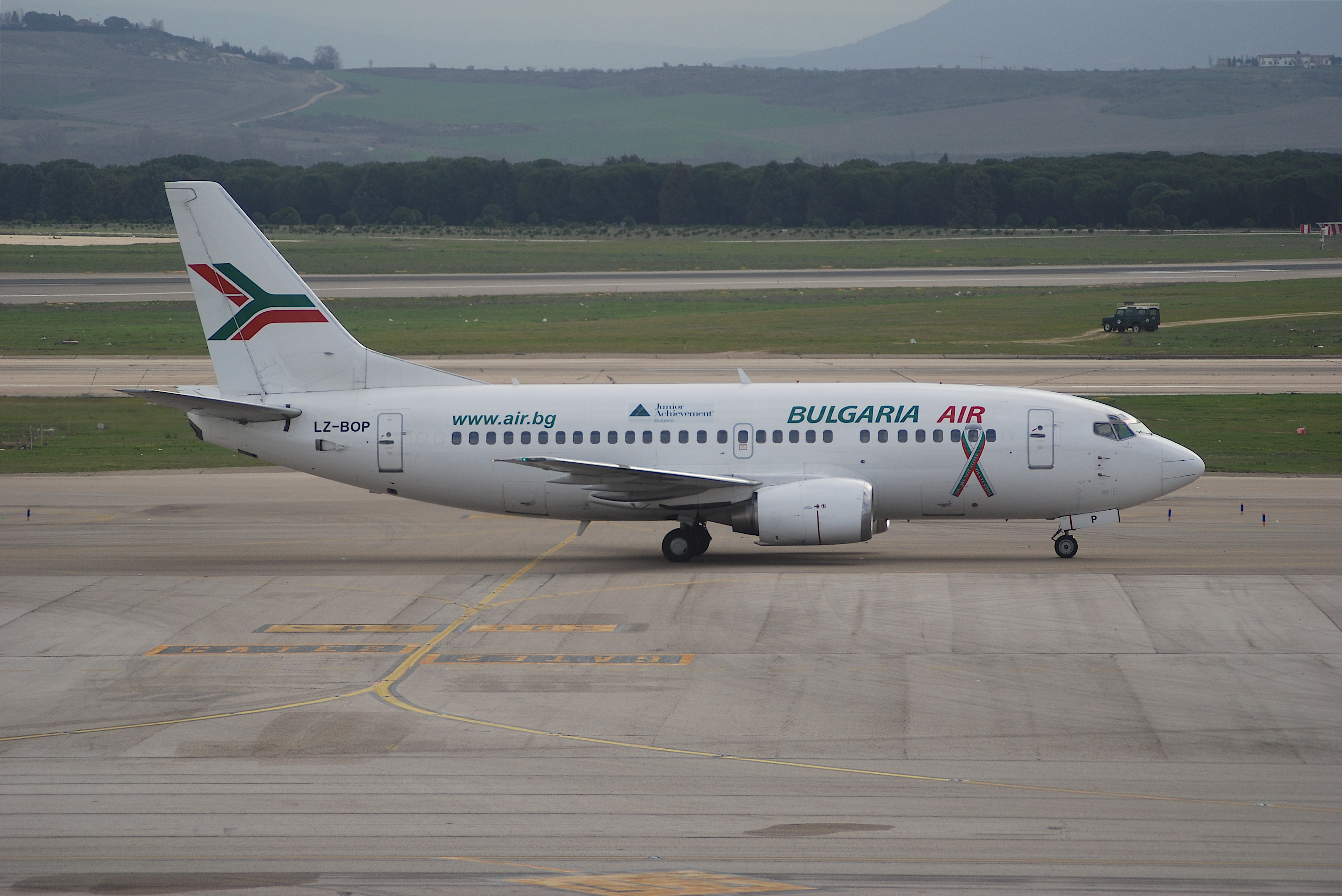
V minulosti tato společnost provozovala Boeing 737-500, fotografie z roku 2007

### Současná
V lednu 2017 flotila Bulgaria Air čítala následující letadla:
| Letadlo         | Počet | Objednávky | Cestující | Cestující | Cestující | Poznámky                 |
| Letadlo         | Počet | Objednávky | C         | Y         | Celkem    | Poznámky                 |
| --------------- | ----- | ---------- | --------- | --------- | --------- | ------------------------ |
| Airbus A319-100 | 2     | —          | 8         | 126       | 134       |                          |
| Airbus A319-100 | 2     | —          | 8         | 132       | 140       |                          |
| Airbus A320-200 | 3     | —          | —         | 180       | 180       |                          |
| Avro RJ70       | 1     | —          | 26        | —         | 26        | Konfigurace business jet |
| Embraer 190     | 4     | —          | 8         | 100       | 108       |                          |
| Celkem          | 10    | —          |           |           |           |                          |

### Historická
Bulgaria Air v minulosti provozovala následující typy letadel:
- ATR 42-300
- BAe 146-200
- BAe 146-300
- Boeing 737-300
- Boeing 737-500